# Заместительная травма
Замести́тельная тра́вма (ЗТ), также вика́рная тра́вма — это трансформация личности травматолога или помощника, которая возникает в результате эмпатического взаимодействия с травмированными клиентами и их сообщений о травматическом опыте. Это особая форма контрпереноса, стимулируемая воздействием травмирующего материала клиента [1]. Его отличительным признаком является нарушение духовности или нарушение восприятия смысла и надежды травматологов. Этот термин был придуман специально для обозначения опыта психотерапевтов, работающих с клиентами, пережившими травму [2]. Другие, в том числе Сааквитне, Гэмбл, Перлман и Лев (2000), расширили сферу его применения на широкий круг лиц, оказывающих помощь пережившим травму, включая духовенство[3], рядовых социальных работников[4], специалистов системы правосудия[5][6], поставщиков медицинских услуг[7][8], гуманитарных работников[9][10], журналистов и на службы быстрого реагирования[8] .

## Признаки и симптомы
Симптомы заместительной травмы совпадают с симптомами первичной реальной травмы. Когда специалисты пытаются эмоционально установить контакт со своими клиентами/пострадавшими от травмы, симптомы косвенной травмы могут вызвать эмоциональные расстройства, такие как чувство печали, горя, раздражительности и перепады настроения[11]. Признаки и симптомы заместительной травмы аналогичны признакам прямой травмы, хотя, как правило, они менее выражены. Работники, у которых были личные травмы, могут быть более уязвимы к ЗТ, хотя результаты исследований по этому поводу неоднозначны[12]. Общие признаки и симптомы включают, помимо прочего, социальную изоляцию; перепады настроения; агрессию; большую чувствительность к насилию; соматические симптомы; трудности со сном; навязчивые образы; цинизм; сексуальные трудности; трудности с управлением границами с клиентами; и основные убеждения и возникающие трудности в отношениях, отражающие проблемы с безопасностью, доверием, уважением, близостью и контролем[13][14][15][16][17][18][19].

## Способствующие факторы
Концепция заместительной травмы основана на конструктивистской теории саморазвития [20][21][22]. Заместительная травма возникает в результате взаимодействия между людьми и их ситуациями. Это означает, что личная история отдельного помощника (включая предыдущий травматический опыт), стратегии выживания и сеть поддержки, среди прочего, взаимодействуют с его или её ситуацией (включая условия работы, характер выполняемой работы, конкретные особенности обслуживаемых клиентов и т. д.), чтобы вызвать индивидуальные проявления косвенной травмы. Это, в свою очередь, подразумевает индивидуальный характер ответов или адаптации к ЗТ, а также индивидуальные способы справиться с нею и трансформировать её.
Все, что мешает помощнику выполнять свои обязанности по оказанию помощи травмированным клиентам, может способствовать косвенной травме. Многие социальные работники сообщают, что административные и бюрократические факторы, препятствующие их эффективности, влияют на удовлетворённость работой [4]. Негативные аспекты организации в целом, такие как реорганизация, сокращение во имя управления изменениями и нехватка ресурсов во имя бережливого управления, способствуют выгоранию сотрудников[23][24][25].
Заместительную травму также связывают со стигматизацией психиатрической помощи среди поставщиков услуг. Стигма приводит к неспособности заниматься самопомощью, и в конечном итоге поставщик услуг может достичь выгорания и с большей вероятностью столкнётся с ЗТ[26]. Исследование также начинают показывать, что косвенная травма более заметна у тех, кто ранее имел травмы и неприятности[26]. Исследования показывают, что стиль защиты психиатра может стать фактором риска косвенной травмы. Было обнаружено, что поставщики психиатрических услуг с самоотверженным стилем защиты чаще подвергаются косвенной травматизации[27].

## Связанные понятия
Хотя термин «заместительная травма» ранее использовался взаимозаменяемо с «усталостью из-за сострадания», «вторичным травматическим стрессовым расстройством», «выгоранием», «контрпереносом» и «стрессом, связанным с работой», существуют важные различия. К ним относятся следующие:
- В отличие от усталости от сострадания, ЗТ — это теоретическая конструкция. Это означает, что наблюдаемые симптомы могут служить началом процесса выявления факторов и связанных с ними признаков, симптомов и адаптаций. ЗТ также определяет психологические области, которые могут быть затронуты, а не конкретные симптомы, которые могут возникнуть. Эта специфика может более точно определять превентивные меры и вмешательства, а также обеспечивать возможность точной разработки вмешательств для нескольких областей (таких как изменение баланса между психотерапией и другими рабочими задачами и изменения в практике ухода за собой).

- Контрперенос — это реакция психотерапевта на одного конкретного клиента. ЗТ относится к ответу психотерппевта на совокупность клиентов, в различные времена.

- В отличие от выгорания, контрпереноса и стресса, связанного с работой, ЗТ характерна для работников(помощников) по психологическим травмам. Это означает, что помощник будет испытывать связанные с травмой трудности, такие как навязчивые образы, которые не являются частью эмоционального выгорания или контрпереноса [21]. Выгорание и заместительная травма накладываются друг на друга, особенно в том, что касается эмоционального истощения[28]. Работник может испытывать как ЗТ, так и выгорание, и против каждого из них есть свои средства. ЗТ и контрперенос также могут происходить одновременно, усиливая друг друга[21].

- В отличие от заместительной травмы контрперенос может быть очень полезным инструментом для психотерапевтов, предоставляя им важную информацию о своих клиентах.

- Стресс, связанный с работой, — это общий термин, не имеющий теоретической основы, конкретных признаков и симптомов, способствующих факторов или средств правовой защиты. Выгорание и заместительная травма могут сосуществовать. Контрпереносные реакции могут вызвать заместительную травму[21].

- Заместительный посттравматический рост, в отличие от ЗТ, не является теоретической конструкцией, а, скорее, основан на самооценке симптомов [29].

- Контрперенос, центрированный на теле

## Механизм
Предполагаемый механизм заместительной травмы — эмпатия[21][30][31]. Различные формы сочувствия могут по-разному влиять на помощников. Бэтсон и его коллеги провели исследования, которые могут проинформировать тех, кто помогает при травмах, о способах конструктивного управления эмпатической связью [32][33]. Если помощники отождествляют себя со своими клиентами, пережившими травму, и погружаются в размышления о том, что было бы, если бы эти события произошли с ними, они, вероятно, испытают личный стресс, чувство расстройства, беспокойства, дистресса. С другой стороны, если помощники вместо этого представляют себе, что пережил клиент, они с большей вероятностью почувствуют сострадание и захотят помочь.